# O Filho Pródigo (Barnard)
O Filho Pródigo (modelado em 1904) é um grupo de esculturas de George Grey Barnard que retrata o reencontro amoroso do pai e do filho a partir da "Parábola do Filho Pródigo" do Novo Testamento.
Existem três exemplos em mármore:
- Original: Capitólio Estadual da Pensilvânia, Harrisburg, Pensilvânia, mármore, 81,25 pol (206,4 cm) x 54 pol (140 cm) x 60,5 pol (154 cm), esculpido por Florio Piccirilli em Nova York, 1909[2]. Uma das dezesseis figuras em tamanho real de Barnard nos grupos de esculturas que ladeiam a entrada principal do Capitólio[3].
- Réplica: Speed Art Museum, Louisville, Kentucky, mármore, 206,4 cm (81,25 pol) x 140 cm (54 pol) x 154 cm (60,5 pol), esculpida por Furio Piccirilli em Nova York, 1909. [2] Instalado fora da entrada principal do museu[4].
- Réplica de tamanho reduzido: Carnegie Museum of Art, Pittsburgh, Pensilvânia, mármore, 37 pol (94 cm) x 24,5 pol (62 cm) x 18 pol (46 cm), esculpida por Barnard fora de Paris, 1906. Exposto dentro do museu[5].